# يونغ كريس
يونغ كريس (بالإنجليزية: Christopher Francis Ries) هو كاتب أغاني أمريكي، ولد في 9 مارس 1983.

## وصلات خارجية
- يونغ كريس على موقع ميوزك برينز (الإنجليزية)
- يونغ كريس على موقع ميوزك برينز (الإنجليزية)
- يونغ كريس على موقع ديسكوغز (الإنجليزية)
- يونغ كريس على موقع ديسكوغز (الإنجليزية)